# Inventario del Patrimonio Arquitectónico de Cataluña
El Inventario del Patrimonio Arquitectónico de Cataluña, iniciado en 1982, es un instrumento que pretende divulgar y fomentar el estudio de los bienes patrimoniales que lo integran. Este inventario forma parte del Inventario del Patrimonio Cultural Catalán, definido en la Ley 9/1993 de 30 de septiembre, del patrimonio cultural catalán, y está gestionado por la Sección de Inventario del Patrimonio Cultural Inmueble del Área de Conocimiento e Investigación de la Dirección General del Patrimonio Cultural, organismo dependiente de la Generalidad de Cataluña.
El Inventario recoge edificios y construcciones de interés artístico, arquitectónico o histórico, sectores y elementos de edificios, elementos arquitectónicos aislados, pequeños conjuntos y núcleos de interés histórico-artístico, tanto de carácter monumental como popular y tradicional. Estos elementos patrimoniales quedan agrupados en las tres categorías de protección que establece la ley del patrimonio cultural catalán: los bienes culturales de interés nacional (BCIN), los bienes culturales de interés local (BCIL) y los bienes integrantes del amplio concepto de patrimonio cultural (BIPCC).